# Il trovatore

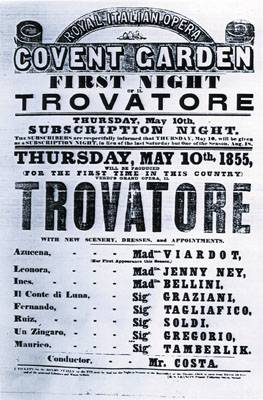

Il trovatore (tiếng Việt: Những người hát rong) là vở opera 4 màn của nhà soạn nhạc người Ý Giuseppe Verdi. Người viết lời cho tác phẩm này đó là Salvadore Cammarano, dựa trên vở kịch El trovador của Antonio García Gutiérrez. Trong vở opera này, hợp xướng cái đe là phần nổi tiếng hơn cả. Vở opera của Verdi được trình diễn lần đầu tiên tại Teatro Apollo ở Rome vào ngày 19 tháng 1 năm 1853. Trong buổi biểu diễn này, tác phẩm "bắt đầu một hành khúc chiến thắng xuyên suốt thế giới opera", một thắng lợi của Verdi trong quá trình làm việc tới 3 năm (ông cùng Cammarano lên ý tưởng về tác phẩm vào tháng 1 năm 1850).

## Âm thanh
| Vở Il Trovatore, hợp xướng cái đe |  |
|                                   |  |
|                                   |  |